# Bourdonné
Bourdonné és un municipi francès, situat al departament d'Yvelines i a la regió de Illa de França. L'any 2007 tenia 469 habitants.
Forma part del cantó de Bonnières-sur-Seine, del districte de Mantes-la-Jolie i de la Comunitat de comunes del Pays Houdanais.

## Demografia

### Població
El 2007 la població de fet de Bourdonné era de 469 persones. Hi havia 180 famílies, de les quals 36 eren unipersonals (8 homes vivint sols i 28 dones vivint soles), 68 parelles sense fills, 68 parelles amb fills i 8 famílies monoparentals amb fills.
La població ha evolucionat segons el següent gràfic:
Habitants censats

### Habitatges
El 2007 hi havia 260 habitatges, 186 eren l'habitatge principal de la família, 57 eren segones residències i 16 estaven desocupats. 256 eren cases i 2 eren apartaments. Dels 186 habitatges principals, 163 estaven ocupats pels seus propietaris, 8 estaven llogats i ocupats pels llogaters i 15 estaven cedits a títol gratuït; 1 tenia una cambra, 11 en tenien dues, 22 en tenien tres, 31 en tenien quatre i 121 en tenien cinc o més. 141 habitatges disposaven pel capbaix d'una plaça de pàrquing. A 61 habitatges hi havia un automòbil i a 119 n'hi havia dos o més.

### Piràmide de població
La piràmide de població per edats i sexe el 2009 era:
| Homes | Edats   | Dones |
| ----- | ------- | ----- |
| 0     | 95 o +  | 0     |
| 0     | 90 a 94 | 0     |
| 4     | 85 a 89 | 4     |
| 0     | 80 a 84 | 4     |
| 8     | 75 a 79 | 4     |
| 12    | 70 a 74 | 8     |
| 8     | 65 a 69 | 12    |
| 0     | 60 a 64 | 12    |
| 12    | 55 a 59 | 16    |
| 16    | 50 a 54 | 20    |
| 32    | 45 a 49 | 24    |
| 20    | 40 a 44 | 16    |
| 20    | 35 a 39 | 20    |
| 8     | 30 a 34 | 0     |
| 12    | 25 a 29 | 16    |
| 4     | 20 a 24 | 8     |
| 20    | 15 a 19 | 16    |
| 16    | 10 a 14 | 20    |
| 4     | 5 a 9   | 12    |
| 4     | 0 a 4   | 20    |

## Economia
El 2007 la població en edat de treballar era de 335 persones, 244 eren actives i 91 eren inactives. De les 244 persones actives 230 estaven ocupades (112 homes i 118 dones) i 14 estaven aturades (5 homes i 9 dones). De les 91 persones inactives 33 estaven jubilades, 39 estaven estudiant i 19 estaven classificades com a «altres inactius».

### Ingressos
El 2009 a Bourdonné hi havia 199 unitats fiscals que integraven 493,5 persones, la mediana anual d'ingressos fiscals per persona era de 28.797 €.

### Activitats econòmiques
Dels 27 establiments que hi havia el 2007, 1 era d'una empresa de fabricació d'altres productes industrials, 2 d'empreses de construcció, 6 d'empreses de comerç i reparació d'automòbils, 3 d'empreses de transport, 1 d'una empresa d'hostatgeria i restauració, 4 d'empreses d'informació i comunicació, 1 d'una empresa financera, 3 d'empreses immobiliàries, 4 d'empreses de serveis, 1 d'una entitat de l'administració pública i 1 d'una empresa classificada com a «altres activitats de serveis».
Dels 3 establiments de servei als particulars que hi havia el 2009, 1 era un paleta, 1 perruqueria i 1 restaurant.
L'únic establiment comercial que hi havia el 2009 era una carnisseria.
L'any 2000 a Bourdonné hi havia 3 explotacions agrícoles que ocupaven un total de 483 hectàrees.

## Equipaments sanitaris i escolars
El 2009 hi havia una escola maternal integrada dins d'un grup escolar amb les comunes properes formant una escola dispersa.

## Poblacions més properes
El següent diagrama mostra les poblacions més properes.